# Andalgalomys
Andalgalomys (Williams & Mares, 1978) è un genere di roditori della famiglia dei Cricetidi.

## Descrizione

### Dimensioni
Al genere Andalgalomys appartengono roditori di piccole dimensioni, con lunghezza della testa e del corpo tra 77 e 136 mm, la lunghezza della coda tra 97 e 136 mm e un peso fino a 27 g.

### Caratteristiche craniche e dentarie
Il cranio presenta un rostro lungo e sottile, il palato lungo con due fori allungati, la bolla timpanica è rigonfia. Gli incisivi superiori sono lisci ed opistodonti, ovvero con le punte rivolte verso l'interno della bocca, i molari hanno la corona bassa.
Sono caratterizzati dalla seguente formula dentaria:

### Aspetto
Le parti dorsali variano dal bruno-giallastro al bruno-olivastro, mentre le parti ventrali sono bianche. Le orecchie sono grandi ed hanno alla loro base due macchie biancastre, sia davanti che dietro. I piedi hanno le tre dita centrali più lunghe di quelle esterne, le piante sono prive di peli e provviste di sei tubercoli. La coda è più lunga della testa e del corpo, è cosparsa di peli, scura sopra, più chiara sotto e con un ciuffo di lunghi peli all'estremità.

## Distribuzione
Il genere è diffuso nell'Argentina nord-occidentale, Boliviasud-orientale e Paraguay occidentale.

## Tassonomia
Il genere comprende 2 specie:
- Andalgalomys olrogi
- Andalgalomys pearsoni